# 乔学易
乔学易，河南孟津人，清朝政治人物。
咸丰三年（1853年）进士。咸丰五年（1855年）接替吴梁任崇明县知县一职，次年由姚曾翼接任。